# آب‌انبار مسعود
آب‌انبار مسعود مربوط به دوره قاجار است و در اردکان، خیابان خامنه‌ای، کوچه مسعود، محله کوشکنو واقع شده و این اثر در تاریخ ۲ بهمن ۱۳۸۲ با شمارهٔ ثبت ۱۰۸۵۹ به‌عنوان یکی از آثار ملی ایران به ثبت رسیده است.